# Nassau Community College
Il Nassau Community College (NCC) è un'università pubblica situata nella zona dell'East Garden City di Uniondale, nella Contea di Nassau a Long Island, nello stato di New York (Stati Uniti d'America). Fondato nel 1959, fa parte del sistema dell'Università statale di New York (SUNY).

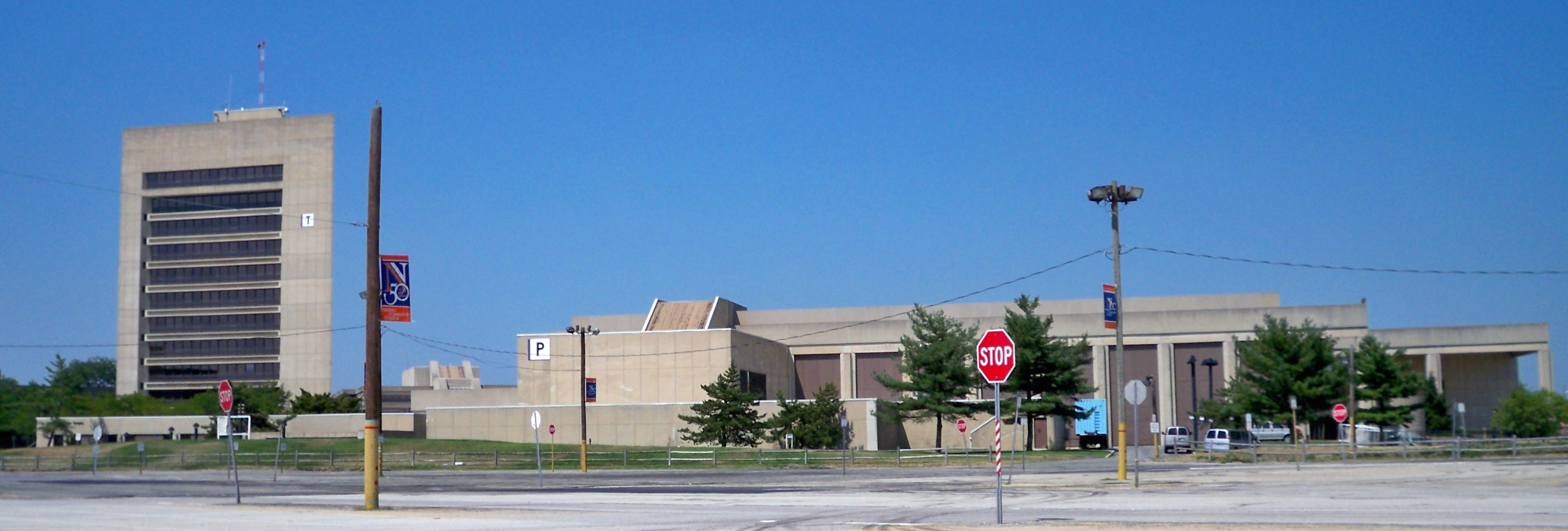
Gli edifici P e T del Nassau Community College nel 2021

## Storia
Il Nassau Community College fu istituito nel 1959 come parte dell'Università statle di New York (SUNY). L'istituto ha aperto ufficialmente il 1º febbraio 1960 con un totale di 632 studenti, svolgendo le prime lezioni in un vecchio tribunale. 
Nel 1961, con la chiusura della Mitchel Air Force Base, il college ha acquisito un'estesa area con numerosi edifici per lo sviluppo del proprio campus. L'area è tuttora nota come Mitchel Field, sebbene alcune strutture e abitazioni siano ancora di proprietà del governo.
Nel 2024 il college vide la sospensione dei servizi di ristorazione interna, come mensa, bar e punto vendita Starbucks, a causa della mancata stipula di un nuovo contratto con l'istituto.

## Accademia
Al 2025 il Nassau Community College offre 81 programmi universitari. Si va da corsi di arte, a quelli in scienze umane e scienze sociali, corsi di informatica, web design, tecnologie sanitarie e molto altro, nonché programmi di certificazione orientati all'ingresso diretto nel mondo del lavoro.
L'istituto dispone inoltre di un osservatorio astronomico a disposizione degli studenti.

## Studenti famosi
- Bruce Arena allenatore di calcio
- Arjun Atwal giocatore di golf
- Brian Baldinger commentatore sportivo e giocatore di football americano
- Phil Baroni lottatore di arti marziali miste[8]
- Rich Borresen giocatore di football americano
- Steve Buscemi attore
- Matt Cardona wrestler
- Billy Crystal comico e attore
- Luke Cummo mixed martial artist
- Patrick Day pugile
- Tim Dillon comico
- Rasul Douglas giocatore di football americano
- Jay Hieron wrestler e lottatore di arti marziali miste[9]
- Al Iaquinta wrestler e lottatore di arti marziali miste[10]
- Steve Israel politico e membro del Congresso
- Jesse Lacey musicista
- Josh Lafazan legislatore della contea di Nassau
- Ryan LaFlare lottatore di arti marziali miste[11]
- Shep Messing calciatore e commentatore sportivo
- Rod Morgenstein batterista della band rock Winger e del gruppo fusion Dixie Dregs
- John Moschitta Jr.
- Eddie Murphy attore e comico
- Elliott Murphy cantante e scrittore
- Bob Nelson comico
- Michael Anthony Pegues artista visuale
- Michael Robinson giocatore di football americano
- Chris Weidman lottatore di arti marziali miste